# Tervaskanto
Tervaskanto es el cuarto álbum de estudio de la banda de folk metal finlandesa Korpiklaani. Fue publicado el 26 de junio de 2007 a través de Napalm Records.

## Lista de canciones
| N.º | Título                                               | Duración |  |
| 1.  | «Let's Drink»                                        | 2:44     |  |
| 2.  | «Tervaskanto» (Corazón de roble)                     | 3:55     |  |
| 3.  | «Viima»                                              | 3:34     |  |
| 4.  | «Veriset Aparat»                                     | 4:28     |  |
| 5.  | «Running With Wolves» (Instrumental)                 | 3:53     |  |
| 6.  | «Liekkion Isku»                                      | 2:56     |  |
| 7.  | «Palovana» (Fuego Interno)                           | 5:05     |  |
| 8.  | «Karhunkaatolaulu» (Canción de la caza del oso)      | 2:53     |  |
| 9.  | «Misty Fields»                                       | 3:25     |  |
| 10. | «Vesilahden Veräjillä» (En las puertas de Vesilahti) | 6:59     |  |
| 11. | «Nordic Feast» (Instrumental)                        | 2:47     |  |

## Formación
- Jonne Järvelä – Voz líder, guitarras eléctricas y acústicas, mandolina.
- Jaakko "Hittavainen" Lemmetty – Violín eléctrico y acústico, jouhikko, silbato, torupill (gaita), mandolina, arpa de boca.
- Juho Kauppinen – Acordeón, voces secundarias, guitarras
- Jarkko Aaltonen – Bajo
- Kalle "Cane" Savijärvi – Guitarras, voces secundarias
- Matti "Matson" Johansson – Batería, voces secundarias.

- Datos: Q2080583